# Biberbach (Url)
Der Biberbach ist ein rechter Nebenfluss der Url überwiegend in der Gemeinde Biberbach im niederösterreichischen Bezirk Amstetten.

## Verlauf
Der Biberbach entspringt nordwestlich der Ortschaft St. Georgen in der Klaus der Statutarstadt Waidhofen an der Ybbs am bewaldeten Faßberg und fließt nach Norden, auf knapp dem ersten Kilometer entlang der Stadtgrenze zur Gemeinde Biberbach, deren Gebiet er anschließend auf dem weit überwiegenden Teil seines Laufes nordwärts durchfließt. Dabei passiert er den zentralen Ort Biberbach selbst an der Westseite. Danach mündet bei der Ortschaft Pratstrum von links und Südwesten ein teils unbeständig wasserführender Bach zu. Nach zuletzt weniger als hundert Metern Lauf im Gebiet von Markt Aschbach-Markt mündet er gegenüber dessen Ort Krenstetten von rechts in die mittlere Url.